# SF 서유기 스타징가
별나라 손오공 또는 일본 원제인 SF서유기 스타징가(일본어: SF西遊記スタージンガー)는 일본의 애니메이션으로서 1978년부터 1979년까지 후지 TV를 통해 첫방영된 작품이다. '은하철도 999'로 유명한 마쓰모토 레이지(松本 零士)의 원작이다. 원래는 64편의 에피소드였으나 높은 시청률을 얻자 추가로 9편의 에피소드를 더 제작하여 총 73편의 에피소드로 구성되었다.
한국에는 80년대 초반에 '오로라 공주와 손오공'이라는 제목으로 처음 방영되었으나 중간에 방영이 중단되었다. 80년대 후반에 '별나라 손오공'이라는 제목으로 KBS에서 재방영되었으며 최고 시청률 21%로 선풍적인 인기를 얻었다. 만화에 등장하는 각종 무기나 캐릭터, 비행선을 본딴 장난감이나 학용품들이 선풍적인 유행을 하기도 했다. 서양권에서도 높은 시청률을 거두면서 화제가 되었다.
2008년 1월에는 제작 30주년 기념으로 DVD버전이 정발되었다.
중국의 4대소설 중 하나인 서유기를 모티브로 하였으나 이 작품에서의 삼장법사는 아름다운 여성캐릭터인 '오로라 공주'로 대체되었고 그 외 손오공, 저팔계, 사오정도 동물이나 요괴의 모습이 아닌 인간의 모습을 하고 있다.

## 줄거리
먼 미래, 우주에는 언젠가부터 스페이스 몬스터(요괴)라는 것들이 창궐하여 행성을 파괴하고 사람들을 해치는 일이 잦아졌다.
스페이스 몬스터는 대개 평범한 우주 생물이나 무생물(돌, 운석)이 변화하여 이동력, 지성을 갖고 거대화, 흉포화된 것들이다. 달의 왕국도 이 스페이스 몬스터들의 공격을 받아 폐허가 된다. 이 때 달 왕국의 공주였던 어린 소녀, '오로라'도 아버지를 잃고 마지막 순간, 어머니 손에 의해 탈출용 로켓에 태워져 단신으로 지구에 피신한다. 이후 오로라 공주는 태양계 최고의 과학자인 여성, '키티 박사' 손에서 10여 년간 자라게 된다.
스페이스 몬스터라는 것들이 창궐하게 된 이유는 우주의 조화를 관장하는 갤럭시 에너지라는 것이 약해졌기 때문이다. 갤럭시 에너지는 은하계 중심에 있는 별인 대왕성에서 방사되는데, 이 갤럭시 에너지가 제대로 방사되기 위해서는 매개체가 되어 줄 대왕성의 여왕이 필요하다. 그런데 현 여왕이 노쇠해졌기 때문에 갤럭시 에너지가 약해졌던 것이다. 이에 키티 박사는 오랜 연구 끝에 오로라 공주가 그 갤럭시 에너지를 지닌 초능력자라는 것을 알게 되고, 오로라 공주를 대왕성에 파견하여 약해진 갤럭시 에너지를 부활시키기 위해 오로라 공주를 설득한다. 우주의 수많은 곳에서 벌어지는 참극을 영상으로 봤던 오로라 공주는 이런 참극을 막기 위해, 또 자신이 겪은 것과 같은 불행한 일들을 없애기 위해 퀸 코스모스호를 타고 대왕성으로 떠날 것을 결심한다. 그리고 동료로 사이보그인 잔 구고, 돈 핫카, 사 조고를 받아들이고 머나먼 여정을 떠나면서 겪게 되는 사건들이 이 만화의 핵심 스토리이다.

## 방영 목록
제1화 별나라의 공주 오로라
제2화 우주의 개구쟁이
제3화 우리의 친구 저팔계
제4화 세번째 길벗 사오정
제5화 빛나라 우정의 별
제6화 정의의 아스트로봉
제7화 손오공의 대활약
제8화 악몽의 바리바리 존
제9화 사라진 아득한 별
제10화 희망이란 이름의 별
제11화 지구를 향하여
제12화 죽지마!오로라 공주
제13화 눈물의 별
제14화 작은행성
제15화 블랙홀 위기일발
제16화 우주의 꽃 한송이
제17화 푸른 바다의 그림자
제18화 따뜻한 눈물
제19화 안녕!조교요
제20화 저 작은별에도 태양이
제21화 진흙탕의 영웅
제22화 눈물이여!별똥별이 되어라
제23화 은하의 저편
제24화 거짓말행성
제25화 되살아난 전사
제26화 대승부
제27화 출격!킹킹맨 군단
제28화 퀸 코스모스호의 출항
제29화 골스타의 대폭발
제30화 지옥별 탈출
제31화 랜파성 기지의 반란
제32화 몬스터의 사랑
제33화 곤충별의 신비
제34화 우주의 제왕
제35화 저주받은 유리별
제36화 몬스터의 마음
제37화 별을 잃어버린 사나이
제38화 우주의 늑대
제39화 아름다운 눈
제40화 마그마별의 공주
제41화 공주 구출작전
제42화 검은 영광의 사나이
제43화 사랑을 담아서
제44화 붉은 사막의 맹세
제45화 울려퍼지는 자장가
제46화 슬픈 외인 부대
제47화 사이보그 전사
제48화 킹 큐마의 출격
제49화 퀸 라세츠의 음모
제50화 최후의 날
제51화 사랑의 전사들
제52화 지옥의 사나이
제53화 검은태양
제54화 절대절명의 오로라공주
제55화 우주의 결전(전편)
제56화 우주의 결전(후편)
제57화 유령괴물
제58화 환상의 여왕 에도라
제59화 고대 유성의 수수깨끼
제60화 지구의 위기
제61화 해저 행성 아테레란스
제62화 우주의 폭풍
제63화 날아라!퀸 코스모스호(최종회)
제1화 별나라의 공주 오로라
제2화 우주의 개구쟁이
제3화 우리의 친구 저팔계
제4화 세번째 길벗 사오정
제5화 빛나라 우정의 별
제6화 정의의 아스트로봉
제7화 손오공의 대활약
제8화 악몽의 바리바리 존
제9화 사라진 아득한 별
제10화 희망이란 이름의 별
제11화 지구를 향하여
제12화 죽지마!오로라 공주
제13화 눈물의 별
제14화 작은행성
제15화 블랙홀 위기일발
제16화 우주의 꽃 한송이
제17화 푸른 바다의 그림자
제18화 따뜻한 눈물
제19화 안녕!조교요
제20화 저 작은별에도 태양이
제21화 진흙탕의 영웅
제22화 눈물이여!별똥별이 되어라
제23화 은하의 저편
제24화 거짓말행성
제25화 되살아난 전사
제26화 대승부
제27화 출격!킹킹맨 군단
제28화 퀸 코스모스호의 출항
제29화 골스타의 대폭ㅂ